# بارك إيست ريفر
بارك إيست ريفر هي حديقة عمومية تقع على الجهة الشرقية السفلى من مقاطعة مانهاتن، نيويورك. وهي تمتد على طول نهر الشرق من شارع مونتغمري إلى الشارع رقم 12. يقدم المدخل الجنوبي للحديقة إطلالة جميلة على جسر مانهاتن، وجسر بروكلين. أعيد بناء المدرج، الذي بني في عام 1941، بعد هجمات 11 سبتمبر 2001، وغالبا ما يستخدم للعروض العامة. وقد خضعت الحديقة مؤخرا إلى التجديدات وهي تشمل الآن ملاعب لكرة القدم الأمريكية، البيسبول، كرة القدم، كرة السلة، كرة اليد، ملاعب التنس ومضمار الجري ومسارات الدراجات. يمكن للمرء أيضًا أن يمارس هواية الصيد. فهذه الحديقة يقطعها جسر وليامز.

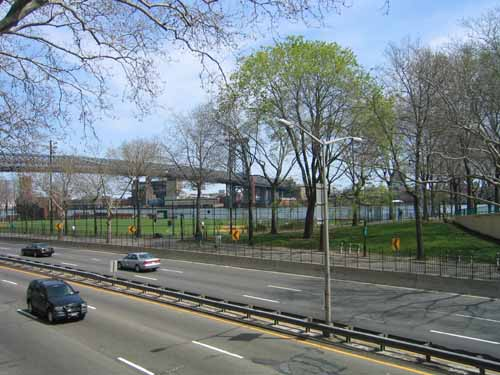
جسر ويليامزبرغ

صممت هذه الحديقة في بداية سنة 1930 من قبل روبرت موسى، وثم افتتاحها في عام 1939. في السابق، كان الموقع الذي شيدت عليه الحديقة بمثابة مكان لعرض البضائع ثم تحول فيما بعد إلى ملجأ للكثير من المهاجرين. وهي تعتبر أكبر مساحة خضراء تقع على الجانب الشرقي السفلي من مانهاتن، وعلى الرغم من تواجدها في موقع يسبب الإزعاج نظرا لحركة المرور الكثيفة في الشوارع المحيطة بها، فإنها تبقى مكان يستريح به سكان الجانب الشرقي السفلي، وخاصة في الصيف بفضل النسيم المنعش المنبعث من نهر الشرق.

## معرض صور

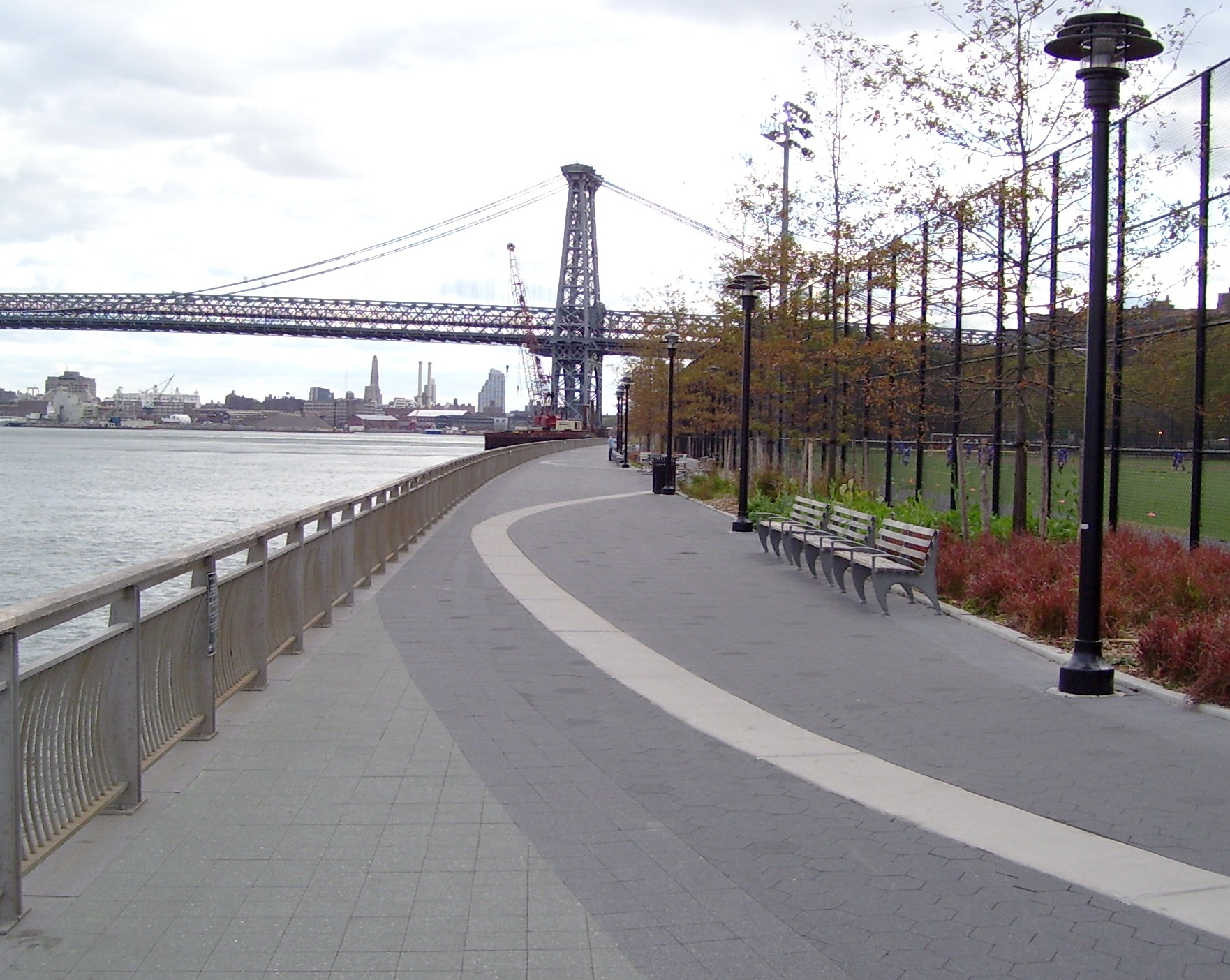
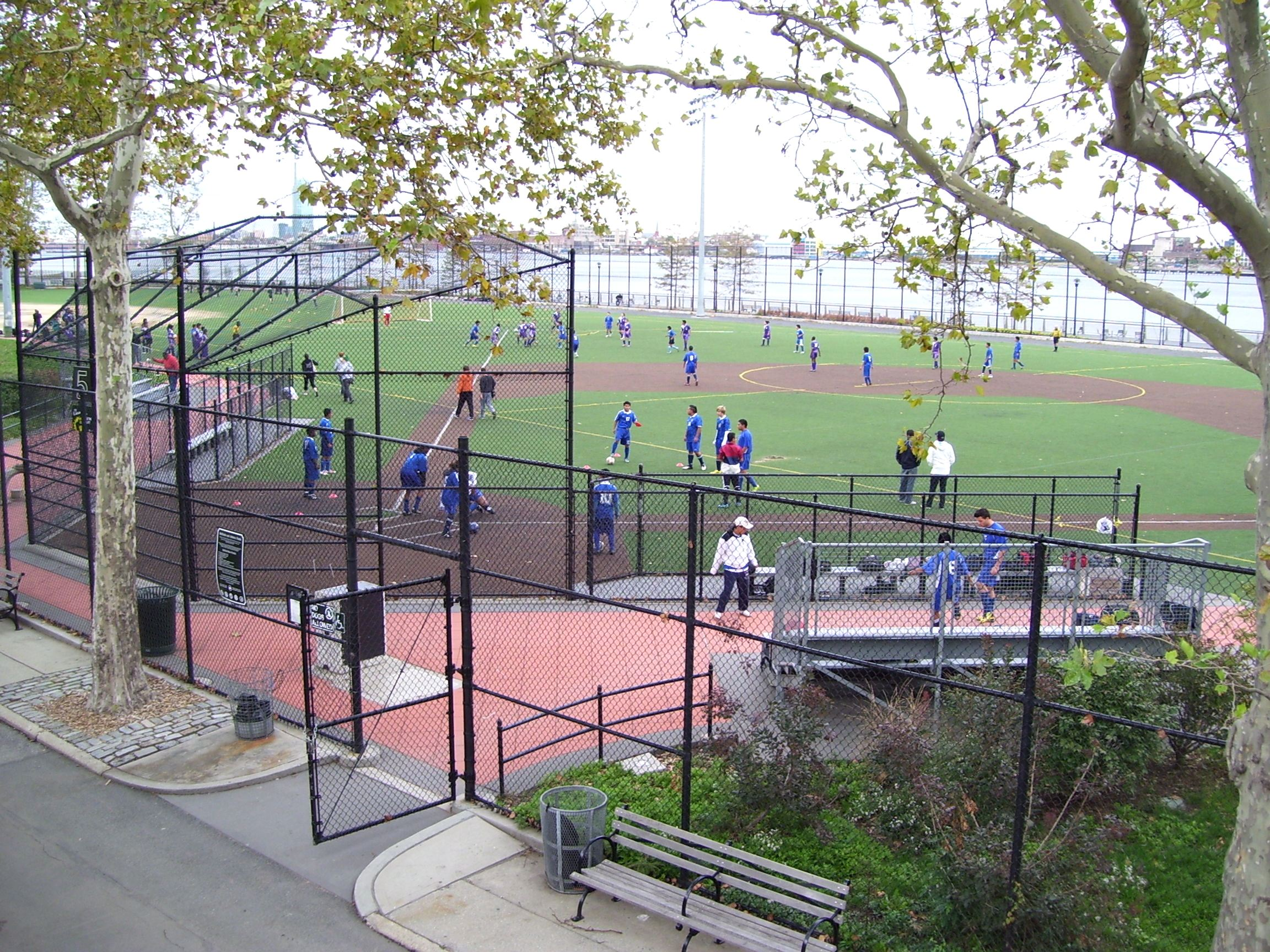
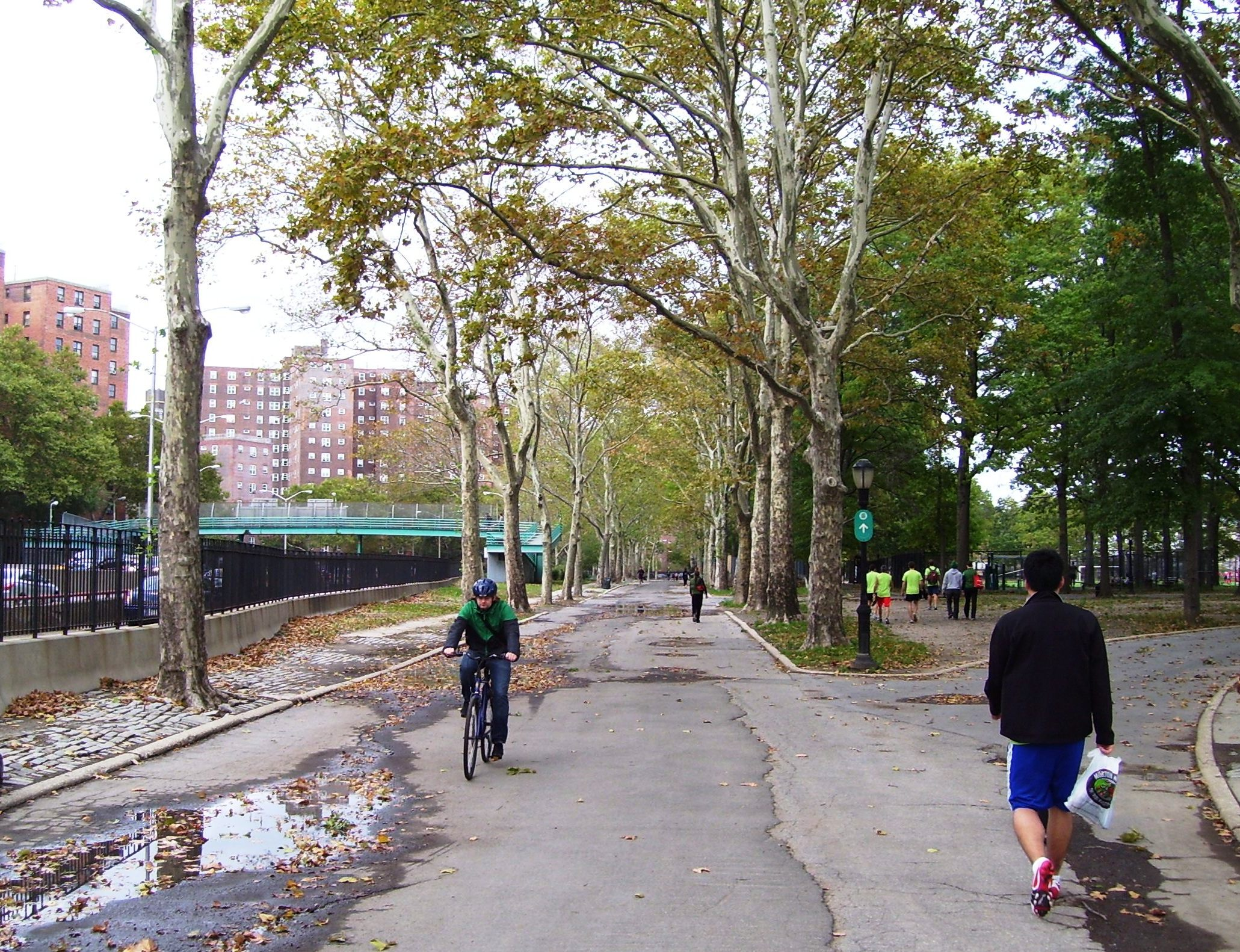
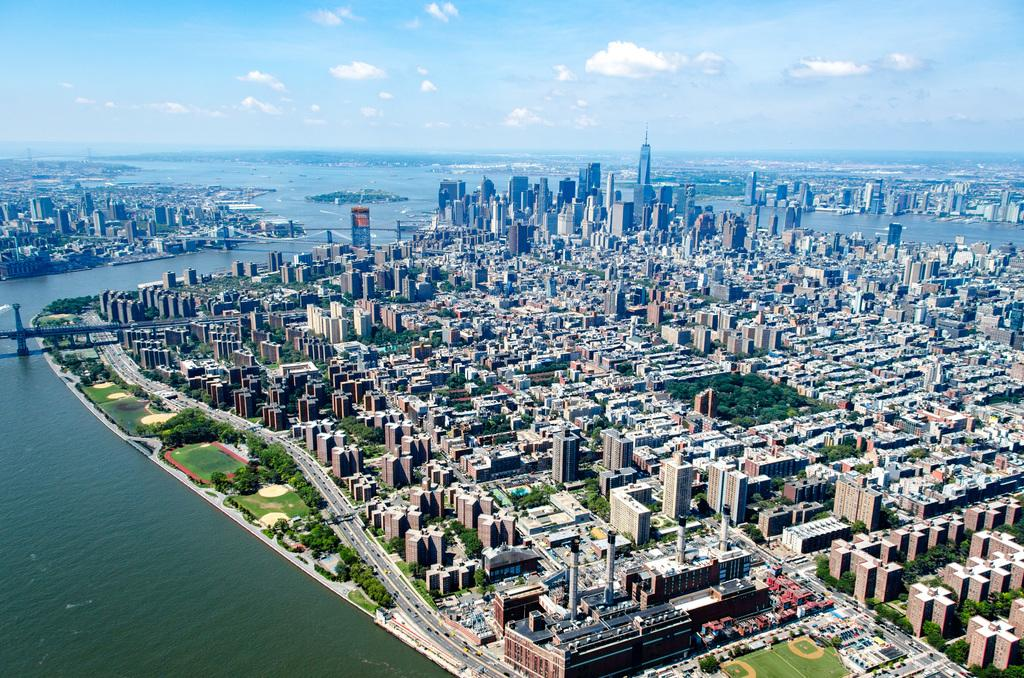